# SABON
SABON(サボン)はイスラエルに本社を置く、化粧品メーカーである。SABONの一号店は、1997年、創設者であるAvi Piatok（アヴィ・ピアトク）とSigal Kotler-Levi （シガール・コテラー・レヴィ）によって、イスラエルのテルアビブ中心地にあるShenkin Street（シェンキンストリート）に開かれた。イスラエルにある死海のミネラルにこだわり、ラベンダーオイルを配合するなどして製品を生産している。その名前はイスラエルの言語であるヘブライ語で石鹸を意味する「SAVON」から名付けられた。

## イスラエルと「死海」の恵み
ヨーロッパ系、中東系、アジア系、アフリカ系など、様々な人種が集まるイスラエルは多文化が融和している国であり、ヨーロッパの影響を受けながら中東やアジアの雰囲気も混ざり、人々も陽気で明るく温かみを感じられる場所。小物やインテリア等のデザイン性も高く、白やベージュを基調とした家と近代的なビルが調和をはかるこの街にインスパイアされてSABONの世界観が創られている。
「死海」は、世界で最も低い場所にある「塩水湖」で、その塩分濃度は普通の水の10倍と言われていて、数多くのミネラルが含まれており、皮膚病などを癒やすための保養地としてヨーロッパの人々が足を運んできたほど、多くの有用性を持っている。通常の「海」とは全く違った環境のため、含まれる塩分(ミネラル)も違う。「死海」は人体に必要とされるマグネシウム、ナトリウム、カリウム、カルシウム、リン、塩素、硫黄の主要ミネラル7種類のほか、美容効果の高いミネラル成分をバランスよく含むのが特徴で、それぞれが皮膚に浸透し、保湿や、柔軟効果、デトックスなど、身体や皮膚に対し様々な働きかけをすると言われている。

## SABONの歴史と日本におけるSABON
70年以上伝わるオーストラリアの伝統製法によってハンドメイドのソープを作り、出来たてを量り売りしたのがきっかけとなり、1997年にSABON1号店をイスラエルのテルアビブ中心地にあるShenkin Street（シェンキンストリート）に開設。
現在、世界10カ国・都市に拠点を置き、2007年に日本法人「SABON Japan」が設立され、2008年7月に記念すべき1号店「SABON表参道本店」（神宮前5丁目）のOPENをかわきりに、2018年 1月には、世界で唯一のコンセプトショップ「アトリエ サボン（ATELIER SABON）」をオープン。2018年9月現在全国に44店舗を展開している。路面店や百貨店などの正規取扱店舗、公式オンラインストアでの通信販売を行っている他、ホテルでのアメニティグッズとして客室に提供、ホテル雅叙園東京とのコラボやプラネタリウムとのコラボなども実施している。

## 特徴
SABONを代表するボディスクラブをはじめ、バスプロダクトやボディケア、ヘアケアコスメ、雑貨、男性向けのジェントルマンシリーズなど500品種以上の商品を取り扱っている。
製品のボトルに貼ってあるラベルは商品名や香りの種類など、全て創設者のSigal（シガール)がラベルの文字を一つ一つ手作業で制作し、ビンの形や商品の色など、全体のデザインイメージが作られている。
商品の香りは、ハーブそのものの香りを使うのではなく、そこに他の植物などから相性の良い香りをブレンドしたオリジナルの香りで製造されている。また、商品は創業当初から自然環境を配慮しできるだけ自然由来の成分を使いながら、地球環境に配慮した製品作りを行っている。
店頭の中央に、イスラエルでパワーストーンとしても親しまれている伝説の石”エルサレムストーン”を使ったウォータースタンドを設置。五感で楽しむことができる空間を提供している。